# أوبرا أوبول
أوبرا أوبول (بالبولندية: Odra Opole) هو نادي كرة قدم بولندي تأسس في 1945 ، يقع مقره الرئيسي في أوبولي، ويلعب في الدوري البولندي الدرجة الثالثة ‏.

## وصلات خارجية
- الموقع الرسمي